# Trzebiatów
Trzebiatów [tʃɛˈbjatuf] anhörenⓘ (deutsch Treptow an der Rega) ist eine Stadt mit Sitz einer Stadt- und Landgemeinde in der polnischen Woiwodschaft Westpommern im Powiat Gryficki (Kreis Greifenberg i. Pom.).

## Geographische Lage
Die Stadt liegt in Hinterpommern, etwa 30 Kilometer südwestlich von Kolberg und 110 Kilometer nordöstlich von Stettin. Sie wird von drei Seiten vom Fluss Rega eingeschlossen, der nach elf Kilometern in die Ostsee mündet. Der Ort bedeckt eine Fläche von etwa neun Quadratkilometern und liegt 8,5 Meter über dem Meeresspiegel.

## Geschichte

Treptow an der Rega auf der Lubinschen Karte von 1618.

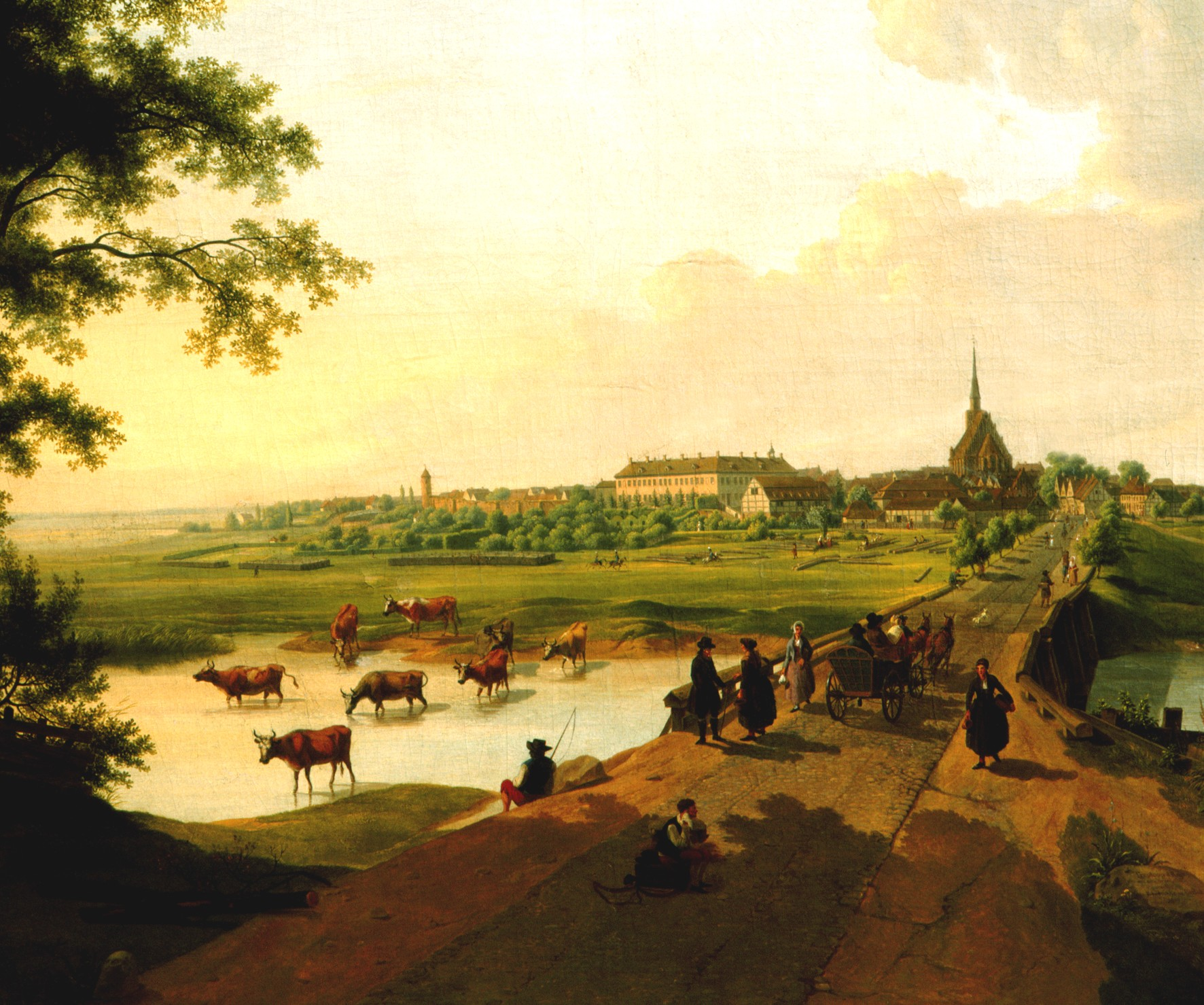
Stadtansicht von Peter Ludwig Lütke, 1809

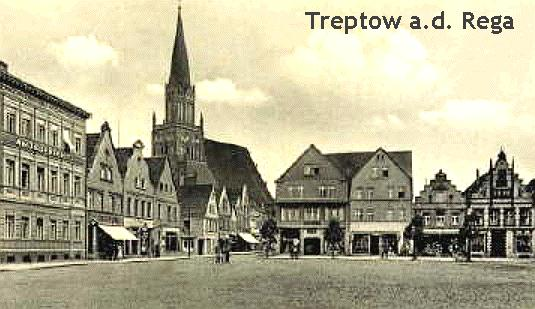
Der Marktplatz um 1900

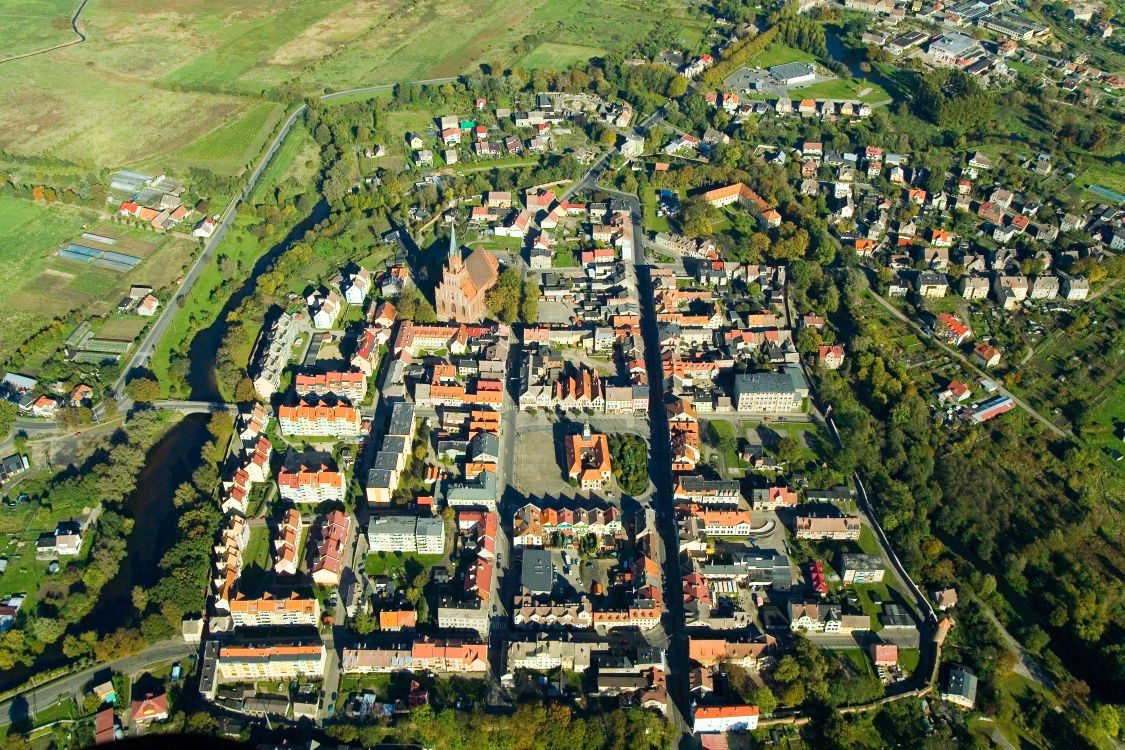
Luftbild der Altstadt

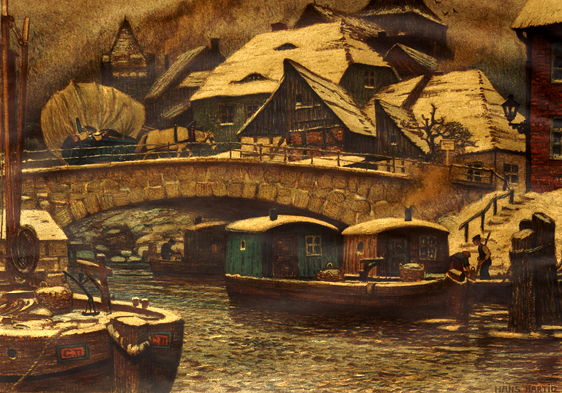
Die Stadtbrücke in Treptow a. d. R., Farblithographie von Hans Hartig, 1910

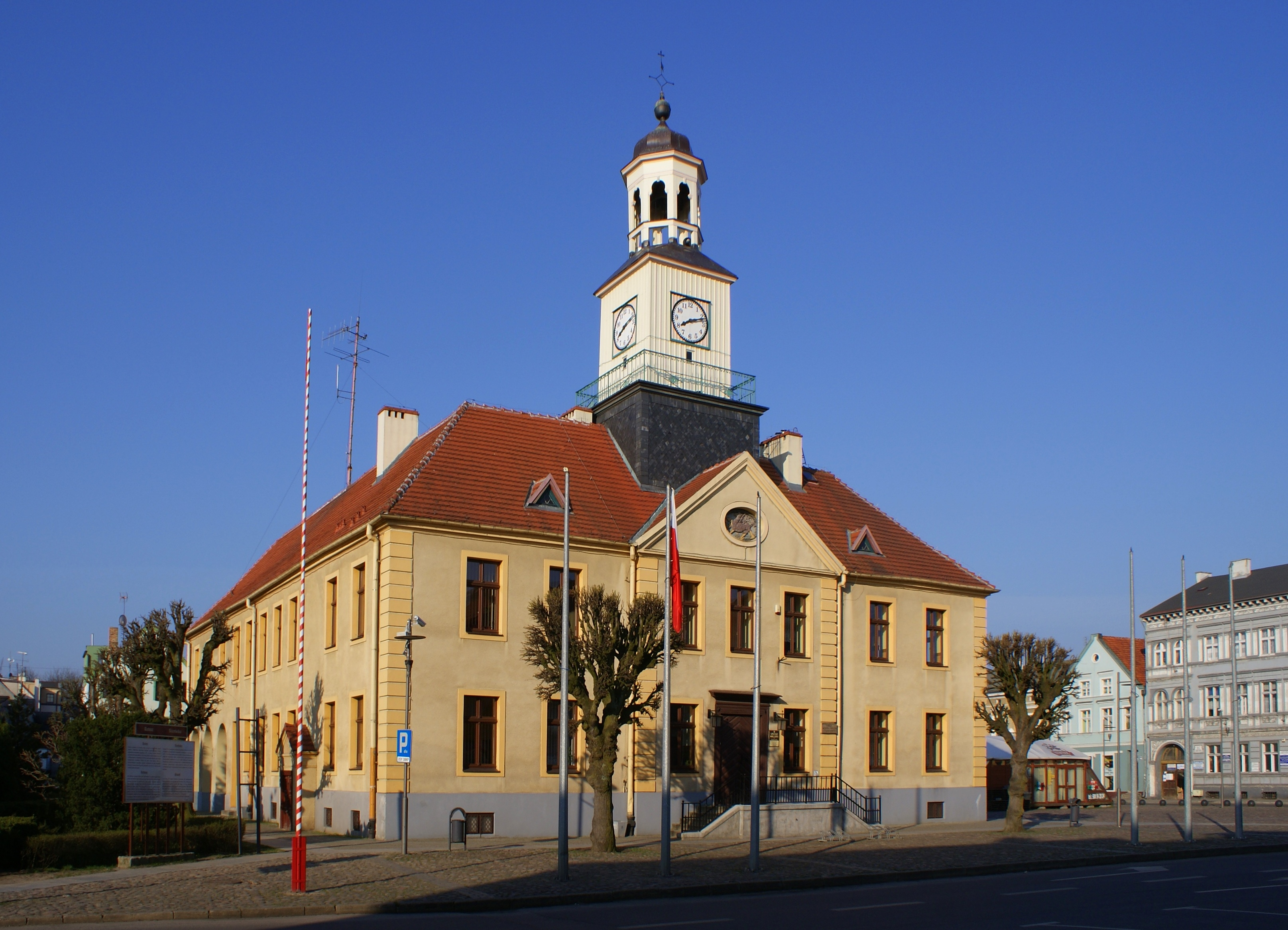
Rathaus

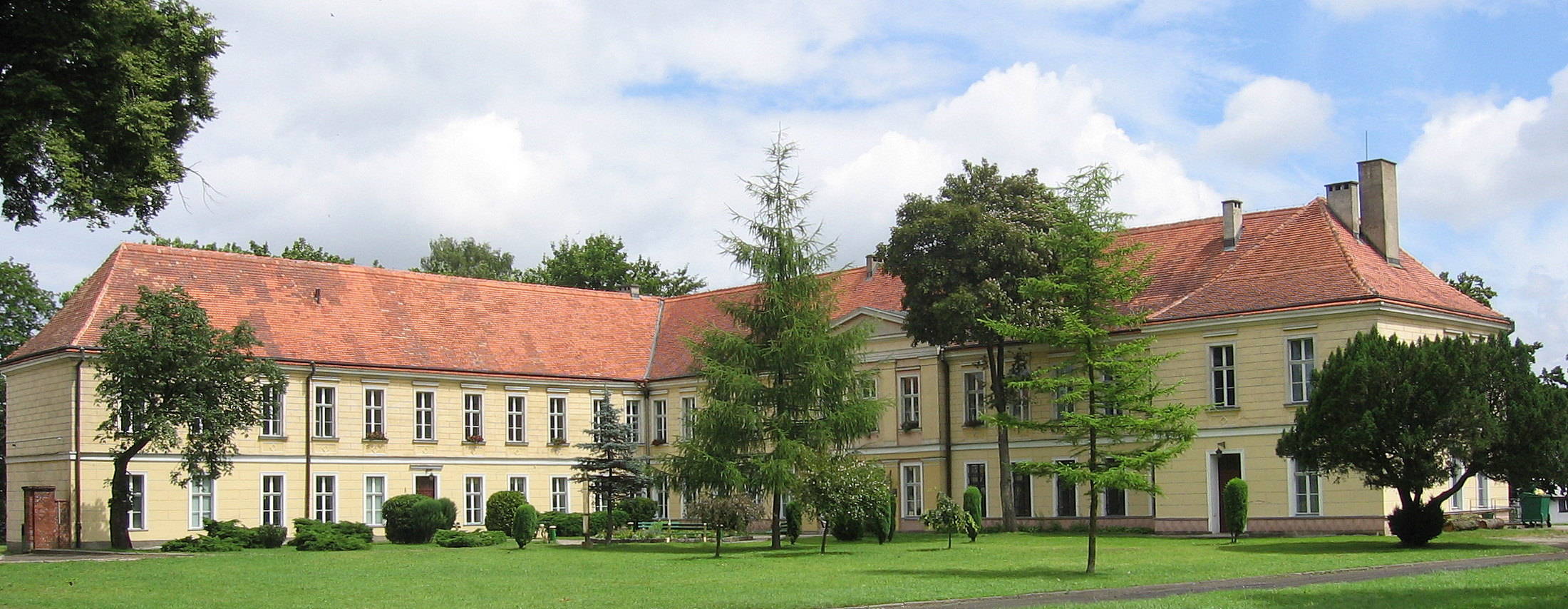
Treptower Schloss

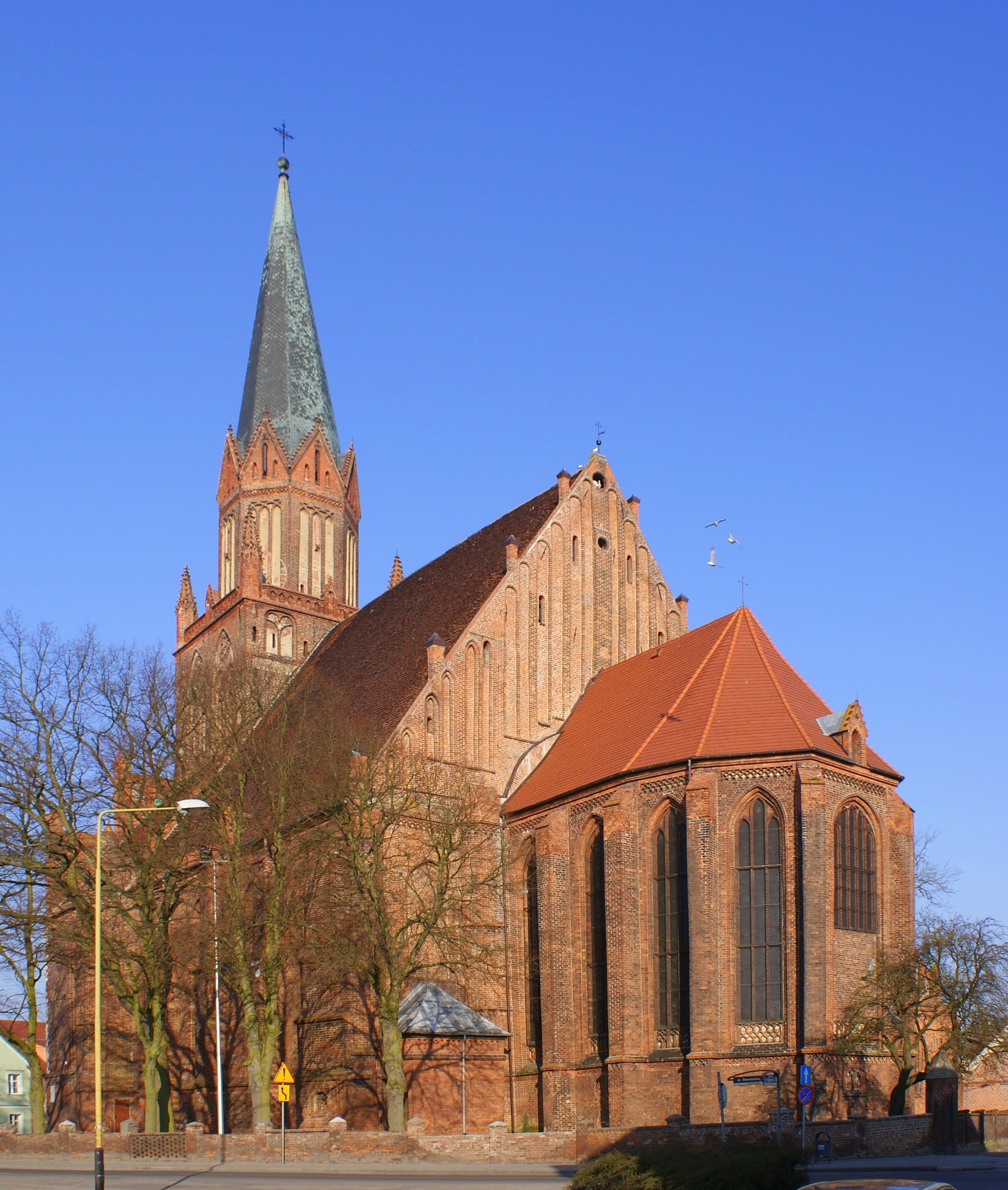
Marienkirche

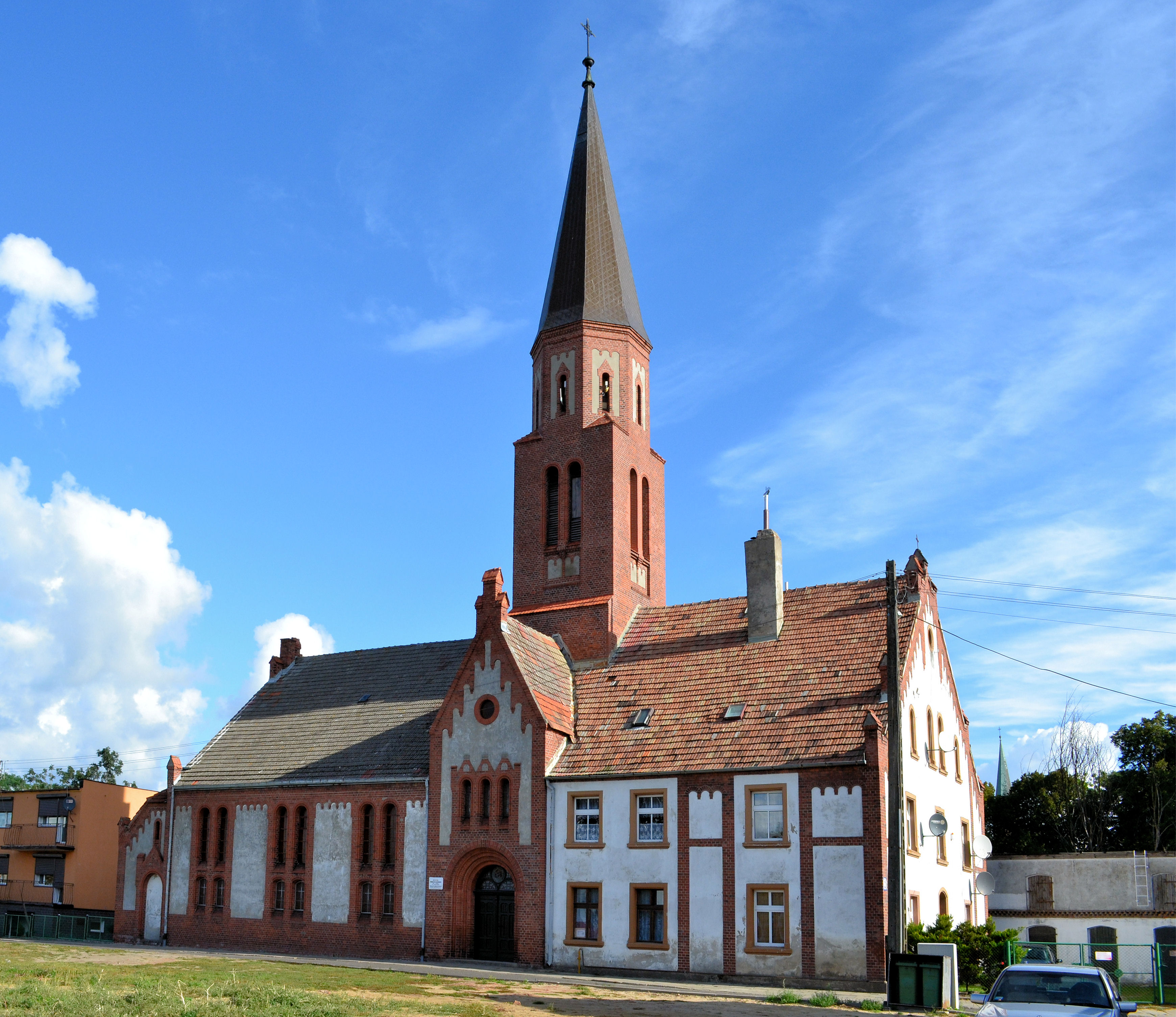
Evangelische St.-Johannes-Kirche

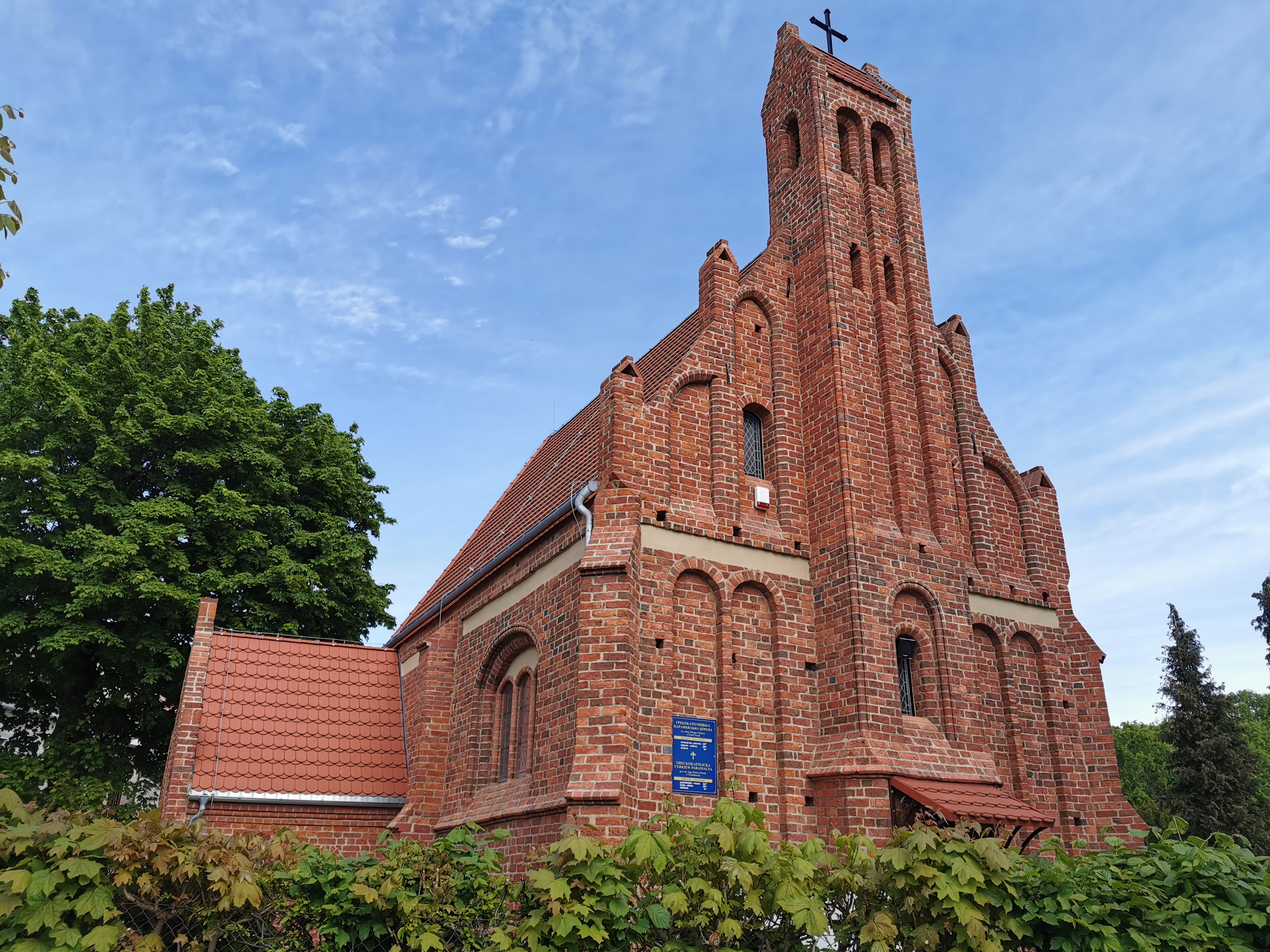
St.-Gertrud-Kapelle

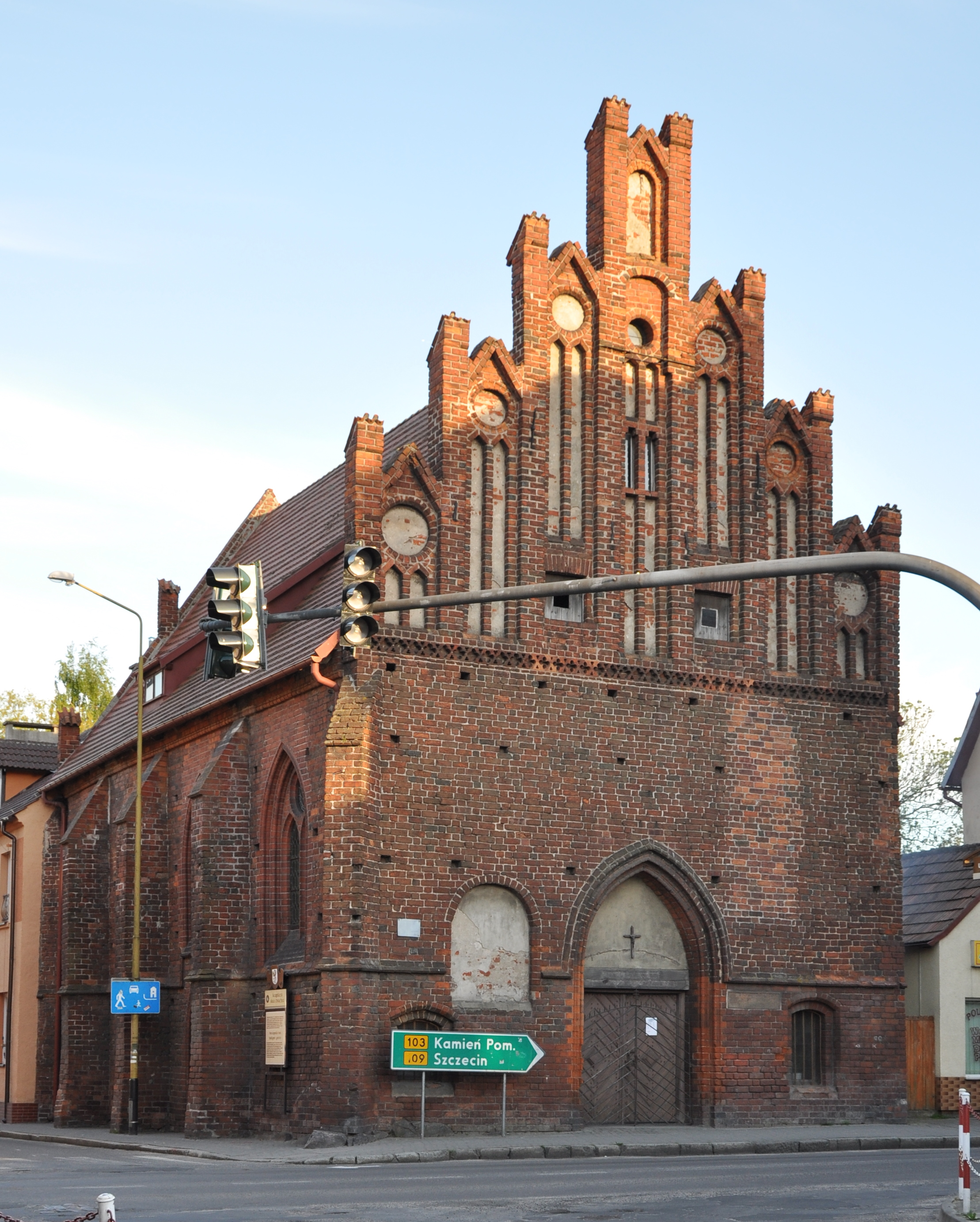
Heilig-Geist-Kapelle

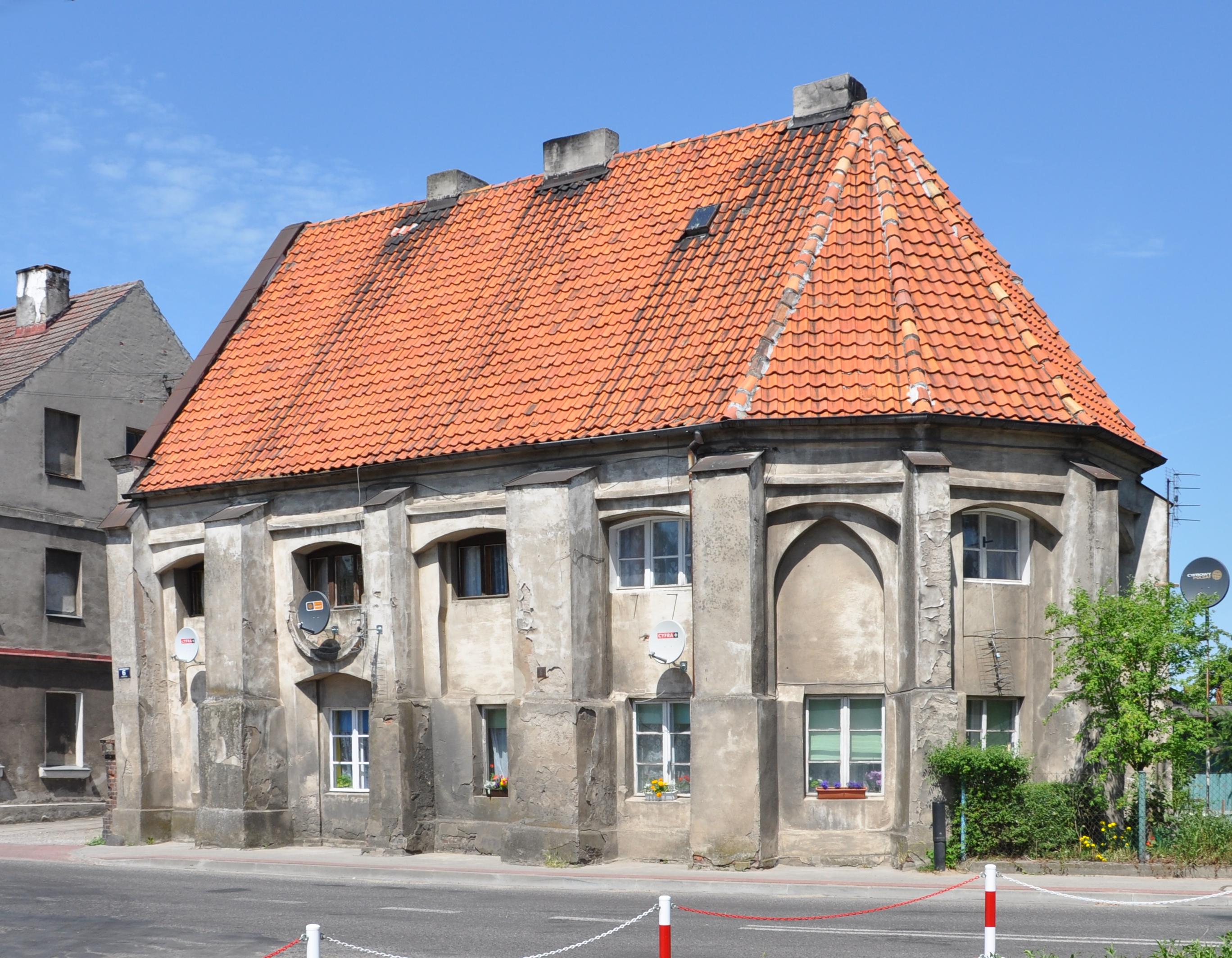
Ehemalige Georgskapelle

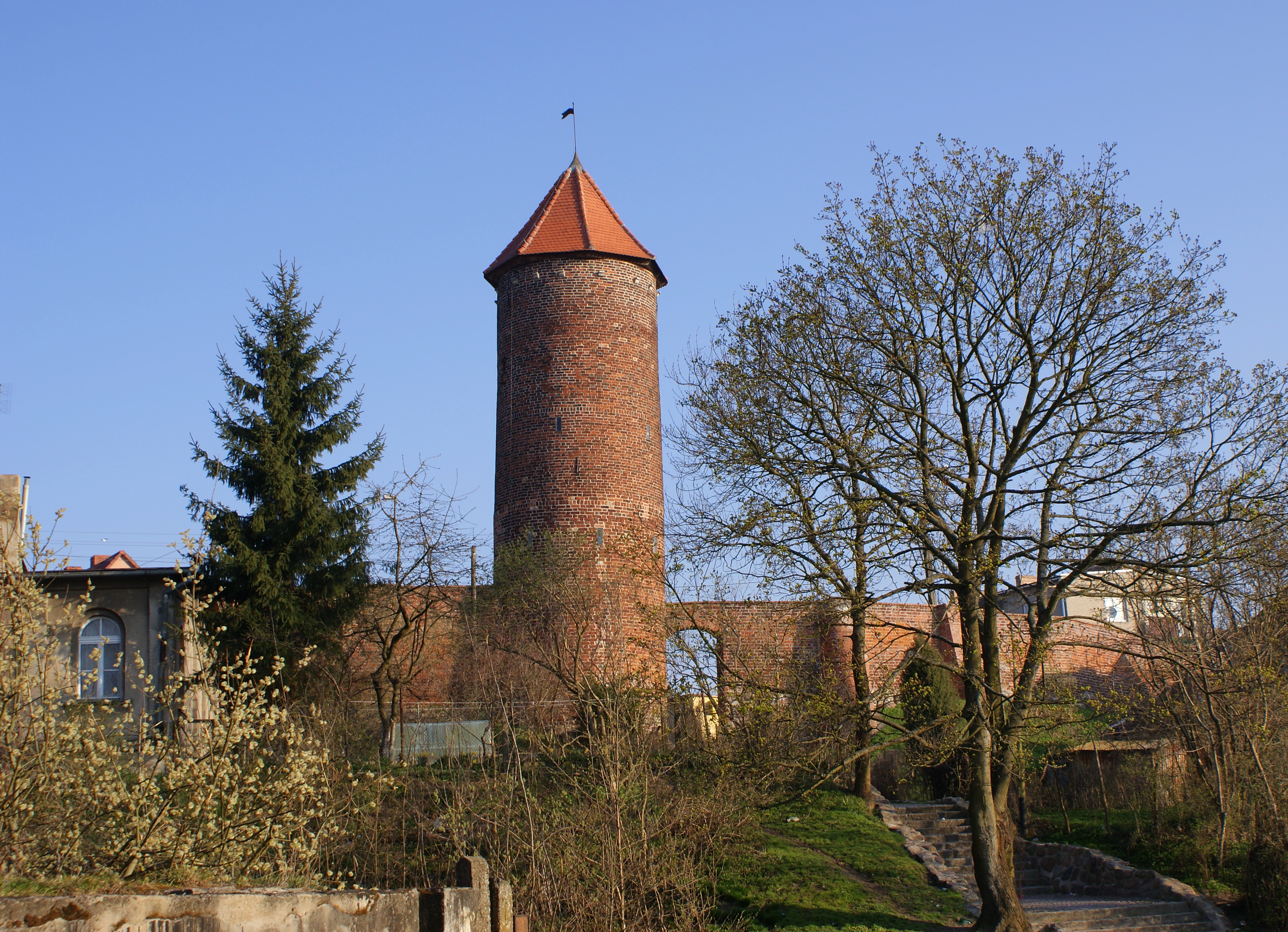
Stadtmauer mit Grützturm

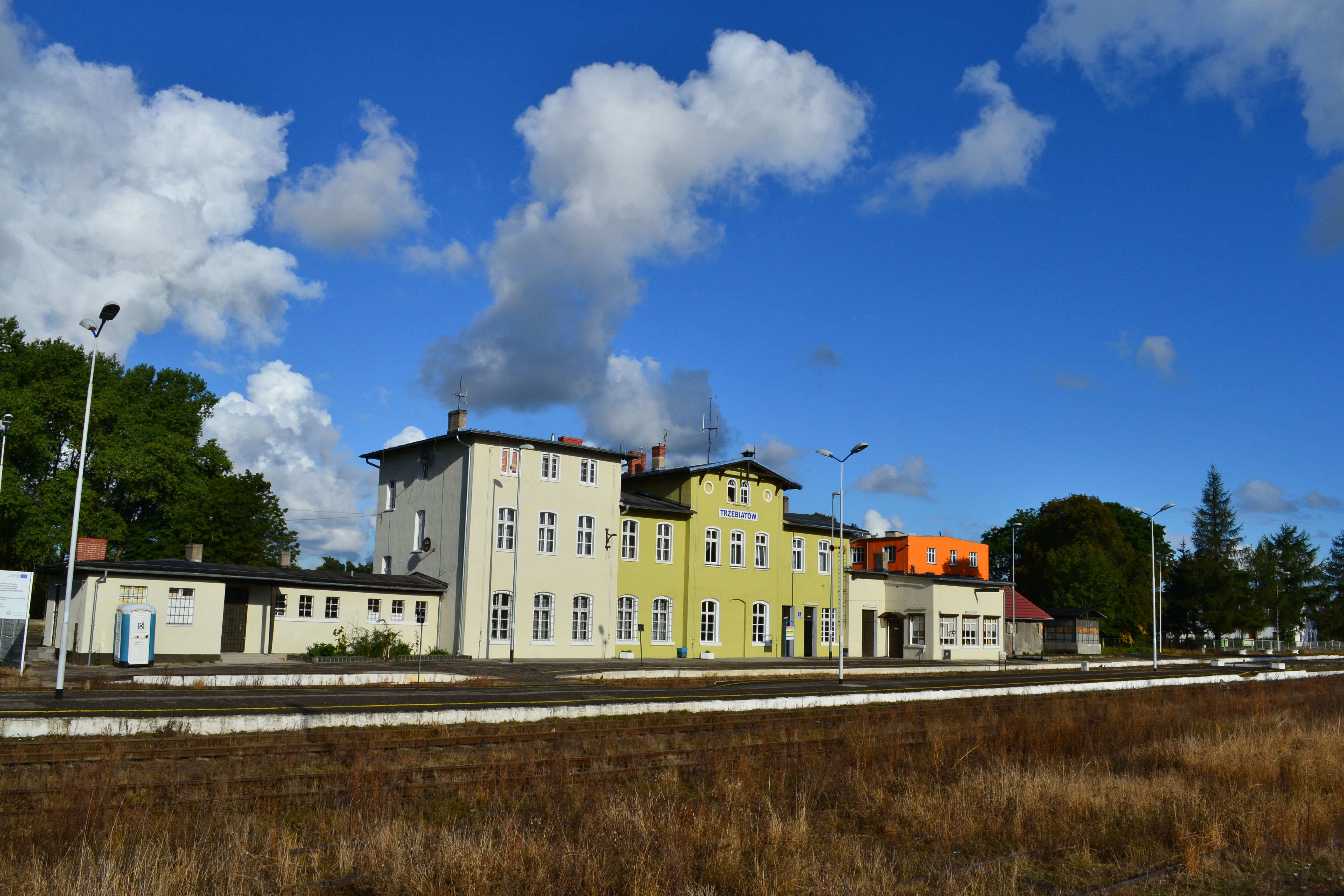
Bahnhof Trzebiatów

Die Stadt Treptow an der Rega hatte für das religiöse Leben in Pommern eine besondere Bedeutung. Zum einen war sie Wirkungsstätte von Johannes Bugenhagen, der im 16. Jahrhundert maßgeblich mit der von ihm verfassten „Bugenhagenschen Kirchenordnung“ an der Einführung des evangelisch-lutherischen Glaubens in Pommern beteiligt war. Zum anderen war die Stadt der Ort, an dem durch den Landtag zu Treptow 1534 auf Veranlassung der pommerschen Herzöge Barnim IX. und Philipp I. die Einführung der lutherischen Lehre (Reformation) beschlossen wurde.

### Mittelalter
Am Ende des 12. Jahrhunderts befand sich auf einer Regainsel unterhalb eines Burgwalls eine von Wenden bewohnte Ortschaft namens Bollenburg. Westlich dieses Platzes ließen sich in der ersten Hälfte des 13. Jahrhunderts deutsche Einwanderer nieder, die der pommersche Herzog Barnim I. zur Besiedlung seines Landes angeworben hatte. Erst relativ spät erhielt die Siedlung unter dem Namen Treptow von Barnim I. unter Mitwirkung seines Sohnes Bogislaw IV. 1277 das lübische Stadtrecht. Zu diesem Zeitpunkt lag mit Prenzlau die erste Stadtgründung Barnims bereits 42 Jahre zurück.
1180 entstand nördlich der Stadt – im heutigen Stadtteil Białoboki – das Prämonstratenserstift Belbuck, das ebenfalls zur Besiedlung des Gebietes beitrug. Das Kloster verfiel jedoch bereits im 16. Jahrhundert. 1224 schenkte Herzogin Anastasia, die Witwe Herzog Bogislaws I., den Prämonstratensern von Belbuck die Burg Treptow und eine Reihe zugehöriger Dörfer zur Errichtung eines Tochterklosters; das daraus erwachsene Prämonstratenserinnenstift Marienbusch, in dem Anastasia ihre letzten Lebensjahre verbrachte und begraben wurde, entstand jedoch zunächst außerhalb der Stadt in Wischow und wurde erst 1286/87 in die Stadt Treptow verlegt.
Zur Stärkung seiner Handelskraft wurde Treptow 1287 das Recht der freien Schifffahrt auf der Rega verliehen und Zollfreiheit in den pommerschen Landen gewährt. Dadurch war es der Stadt möglich, der Hanse beizutreten und an der Ostseeküste von Lübeck bis Riga Handelsbeziehungen anzuknüpfen. Als sich jedoch der Verfall des Hansebundes abzuzeichnen begann, erklärte Treptow 1450 offiziell wieder seinen Austritt. Anstelle des wendischen Burgwalles wurde für Nonnen des Prämonstratenserordens das Kloster Marienbusch – das vorher in Wyszkowo (Wischow) stand – erbaut, das 1750 in einen klassizistischen Schlossbau umgewandelt wurde. Um 1300 wurde die Stadtbefestigung errichtet, von der heute noch Reste der Mauer und des so genannten Grützturms erhalten sind. 1303 begann man mit dem Bau der dreischiffigen Marienkirche, der erst 1370 abgeschlossen war. Nahe der Flussmündung gelegen, konnte Treptow fast uneingeschränkt den Schiffsverkehr auf der Rega kontrollieren. Das hatte unter anderem heftige Streitigkeiten mit dem südlich gelegenen Greifenberg zur Folge, die 1449 ihren Höhepunkt hatten, als Treptow versuchte, den Fluss zu sperren. Zur Förderung der eigenen Schifffahrt errichtete Treptow an der Flussmündung den Hafen Regamünde, der aber durch ein Sturmhochwasser 1456 zerstört wurde. Ende des 15. Jahrhunderts wurde die Ratsschule gegründet, deren Rektor Bugenhagen von 1504 bis 1521 war.

### Frühe Neuzeit
Nachdem die pommerschen Herzöge Barnim IX. und Philipp I. am 24. August 1534 in Cammin zusammengekommen waren und auf Drängen ihrer Räte beschlossen hatten, mit den Ständen auf einem gemeinsamen Landtag über eine Neuordnung des Religions- und Staatswesens zu verhandeln, wurde ein solcher im Dezember desselben Jahres in Treptow anberaumt. Auf diesem Landtag wurde unter Mitwirkung Bugenhagens, der ein Fürsprecher der Lutherischen Lehre war, ein in niederdeutscher Sprache abgefasster Entwurf einer neuen Kirchenordnung ausgearbeitet, deren Hauptzweck die Aufrichtung einer einheitlichen evangelischen Landeskirche in Pommern unter landesherrlichem Patronat war. Die beiden Herzöge verkündeten auf diesem Landtag Mitte Dezember ihren für ganz Pommern bedeutsamen Entschluss, die Lutherische Lehre anzunehmen.
Während des Dreißigjährigen Krieges litt Treptow unter den Plünderungen des kaiserlichen Heeres. Nach dem Ende des Krieges kam die Stadt 1648 unter die Herrschaft Brandenburg-Preußens, wurde verwaltungsmäßig dem Greifenberger Kreis zugeordnet und Garnisonsstadt. Im Jahr 1740 hatte Treptow 2738 Einwohner. Von 1750 bis 1763 wohnte, mit Unterbrechungen, Prinz Friedrich Eugen von Württemberg als preußischer Offizier im Schloss Treptow. In Treptow wurden fünf seiner Kinder geboren, darunter der spätere König Friedrich I. von Württemberg. Auch seine Tochter Sophie Dorothea wuchs in Treptow auf, sie wurde später als Maria Feodorowna Kaiserin von Russland. Später, im Jahre 1809, wollte der preußische König Friedrich Wilhelm III. Maria Feodorowna ein Bild von Treptow schenken, ließ hierzu zunächst Karl Friedrich Schinkel einige Zeichnungen anfertigen, entschied sich dann aber für ein Gemälde von Peter Ludwig Lütke (siehe Abbildung rechts).

### 19. und 20. Jahrhundert
Zur Mitte des 19. Jahrhunderts begann sich die Stadt durch neue Wohnsiedlungen auszudehnen, und mit dem 1882 erfolgten Anschluss an die Bahnlinie Greifenberg–Kolberg begann auch die Industrie in Treptow zu expandieren. So wurde eine Silberwarenfabrik gegründet, und Zucker- und Baustoffwerke siedelten sich an. Zu dieser Zeit hatte Treptow etwa 7000 Einwohner. Am Anfang des 20. Jahrhunderts hatte Treptow zwei evangelische Kirchen, eine Synagoge, ein Gymnasium, eine landwirtschaftliche Winterschule und ein Amtsgericht.
1901 wurde die Unteroffiziersschule Treptow an der Rega eröffnet. Jeweils vor den beiden Weltkriegen entstanden umfangreiche Kasernenbauten, daneben gab es in den 1920er Jahren abermals eine Stadterweiterung durch Stadtrandsiedlungen. Als 1939 zum letzten Mal eine deutsche Volkszählung die Einwohnerzahl für Treptow ermittelte, lebten dort 10.908 Menschen.
Bis 1945 gehörte die Stadt Treptow a./Rega zum Landkreis Greifenberg i. Pom. im Regierungsbezirk Köslin der preußischen Provinz Pommern.
Als während des Zweiten Weltkriegs die deutschen Städte von der Royal Air Force und den U. S. Air Forces bombardiert wurden (→Luftkrieg#Bombenangriffe auf Deutschland), kamen viele Ausgebombte und Schutzsuchende nach Treptow, die hier Verwandte hatten. Aufgrund der Bombenangriffe war ab 1943 im Ruhrgebiet ein geregelter Schulunterricht nicht mehr durchführbar; es wurden deshalb von dort ganze Schulen zusammen mit ihrem Lehrkörper nach Hinterpommern evakuiert (→Kinderlandverschickung). Nach Treptow kam zunächst eine Volksschule aus Bochum mit Lehrkörper und Angehörigen der Schüler, soweit diese nicht an ihrem Heimatorten eingesetzt waren. Am 7. August 1943 folgte die Oberschule aus Herne mit etwa 75 Prozent der Schüler und Angehörigen. Schüler, die ohne Verwandte eingetroffen waren, wurden bei Pflegeeltern untergebracht. Der Schulunterricht für die evakuierten Schüler wurde in den vorhandenen Schulgebäuden durchgeführt, musste aber wegen der starken Überbelegung der Klassenräume größtenteils auf den Nachmittag verlegt werden.
Seit Anfang 1945 kamen ununterbrochen Flüchtlingstrecks durch die Stadt, die mit Pferdegespannen vor der über Ostpreußen näherkommenden Frontlinie geflohen waren. Als die Rote Armee am 4. März 1945 Treptow erreichte, war die Stadt mit Menschen überfüllt. Alle Straßen in Richtung Westen waren verstopft, Auffanglager und Verpflegungsstellen standen nicht mehr bereit, und eine Flucht war nur noch zu Fuß möglich. Als die sowjetischen Truppen in die Stadt einzogen, war diese von Kriegshandlungen verschont geblieben. Alle Häuser waren unversehrt, die Betriebe intakt, die Speicher der Mühlen und sonstigen Einrichtungen auf die Versorgung bis zur nächsten Ernte eingestellt, die Gasversorgung und Elektrizitätsversorgung sichergestellt. Trotzdem begann für die verbliebene Bevölkerung nun eine Leidenszeit. Die Zerstörung weiter Teile der Stadt Treptow zum Ende des Zweiten Weltkriegs begann erst nach Einstellung der Kampfhandlungen.
Anfang März 1945 hatte die Seenotrettungsstaffel 81 der deutschen Luftwaffe noch versucht, Tausende deutsche Kinder, die wegen des Bombenkrieges an die Ostsee evakuiert worden waren, vor den heranrückenden sowjetischen Truppen in Sicherheit zu bringen. Dazu wurden auch Flugboote vom Typ Dornier Do 24 eingesetzt, die die Kinder vom damaligen Fliegerhorst in Kamp nach Westen brachten. Am 5. März 1945 stürzte eine Do 24 kurz nach dem Start in den Kamper See (Resko Przymorskie). Der Absturz geschah vermutlich infolge Feindbeschusses. Besatzung, Betreuer und über 70 Kinder kamen ums Leben. Das Wrack liegt bis heute mit den sterblichen Überresten der Verunglückten im See. Aufgrund einer Initiative örtlicher Behörden im Verein mit dem Volksbund Deutsche Kriegsgräberfürsorge sollen die Toten geborgen werden.
Die Rote Armee unterstellte Treptow im Mai 1945 der Verwaltung der Volksrepublik Polen, die für Treptow die neue Ortsbezeichnung Trzebiatów einführte. Bis zum Sommer 1946 kam es infolge der Flucht und Vertreibung der Deutschen aus Mittel- und Osteuropa zu einer nahezu völligen Neubesiedlung der Stadt mit Polen.

### Demographie
| Jahr | Einwohnerzahl | Anmerkungen                                                                |
| ---- | ------------- | -------------------------------------------------------------------------- |
| 1740 | 2738          | [ 4 ]                                                                      |
| 1782 | 2734          | davon 24 Juden                                                             |
| 1794 | 3487          | davon 28 Juden                                                             |
| 1800 | ca. 3500      | [ 4 ]                                                                      |
| 1812 | 3672          | davon 45 Katholiken und 35 Juden                                           |
| 1816 | 3887          | davon 42 Katholiken und 51 Juden                                           |
| 1831 | 4968          | davon 26 Katholiken und 130 Juden                                          |
| 1843 | 5288          | davon 16 Katholiken und 161 Juden                                          |
| 1852 | 5760          | davon 32 Katholiken und 192 Juden                                          |
| 1861 | 6198          | davon 35 Katholiken und 181 Juden                                          |
| 1867 | 6957          | [ 4 ]                                                                      |
| 1875 | 6724          | [ 11 ]                                                                     |
| 1880 | 7052          | [ 11 ]                                                                     |
| 1890 | 6258          | davon 36 Katholiken und 146 Juden                                          |
| 1905 | 6794          | davon 84 Katholiken und 109 Juden                                          |
| 1925 | 8149          | davon 7584 Evangelische, 114 Katholiken und 79 Juden                       |
| 1933 | 9066          | [ 11 ]                                                                     |
| 1939 | 10.184        | davon 9722 Evangelische, 212 Katholiken, 32 sonstige Christen und 41 Juden |
| 2013 | 10.202        |                                                                            |

## Sehenswürdigkeiten
Sehenswert ist der historische Stadtkern mit seinem teils mittelalterlichen Charakter.
Das Zentrum der schachbrettförmigen Stadtanlage bildet der quadratische Marktplatz mit dem 1701 erbauten Rathaus im Barockstil und umliegenden Bürgerhäusern, ein Eckhaus trägt das Sgraffito der Elefantenkuh Hansken, die 1639 in Treptow auftrat.
Die katholische Pfarrkirche zur Mutterschaft Mariens (Kościół Macierzyństwa Najświętszej Marii Panny) war vor 1945 evangelische Stadtpfarrkirche. Die dreischiffige Hallenkirche mit ihrem 90 Meter hohen Turm entstand im 14./15. Jahrhundert und ist ein bedeutendes Bauwerk der Backsteingotik. Der Turm erhielt seine heutige Gestalt 1864 durch den königlich-preußischen Baumeister Friedrich August Stüler.
Die heutige St.-Johannes-Kirche der Evangelisch-Augsburgischen Kirche in Polen wurde 1904 für die Evangelisch-Lutherische Kirche in Preußen im neugotischen Stil errichtet und am 17. September 1905 geweiht. Die architektonische Form der Kirche ähnelt einem einstöckigen Wohnhaus mit einem steilen Dach. Im Mittelteil erhebt sich ein 35 Meter hoher, schlanker Turm mit zwei Glocken, die 1931 von der Firma Schilling aus Apolda bei Weimar gegossen wurden.
Erhalten sind drei mittelalterliche Krankenhauskapellen
- Die ehemalige Gertrudskapelle wurde im 14. Jahrhundert im Stil der Backsteingotik als Hospitalkapelle erbaut und dient heute als Kirche der heiligen Apostel Petrus und Paulus, (polnisch Cerkiew pw. Świętych Apostołów Piotra i Pawła) der Griechisch-katholischen Kirche in Polen als Gotteshaus.
- Die Heiliggeistkapelle ist seit 1956 das Gotteshaus der Polnisch-Orthodoxe Kirche in Trzebiatów. Sie wurde im 13. Jahrhundert im Stil der Backsteingotik errichtet und im 15. Jahrhundert umgebaut.
- Die ehemalige Georgskapelle wurde im 14. Jahrhundert erbaut und dient seit einem Umbau im 19. Jahrhundert als Wohnhaus.

Das klassizistische Schloss vom Ende des 18. Jahrhunderts geht auf die frühere Burg der Greifen zurück.
Von der mittelalterlichen Stadtmauer sind Fragmente mit dem Grützturm (Baszta Kaszana) erhalten.

## Verkehr
Die Fähre nach Świnoujście (Swinemünde) mit Verbindungen nach Ystad, Malmö und Kopenhagen ist 80 km entfernt. In der Stadt begegnen sich die Woiwodschaftsstraßen (droga wojewódzka) Nr. 102 (Międzyzdroje (Misdroy) – Kołobrzeg (Kolberg)), 103 (Kamień Pomorski (Cammin) – Trzebiatów) und 109 (Mrzeżyno (Deep) – Płoty (Plathe)).
Die Bahnstrecke Goleniów (Gollnow) – Koszalin (Köslin) führt durch die Stadt, die bis 1945 auch an die Bahnstrecke von Wietstock (Wysoka Kamieńska) über Cammin (Kamień Pomorski) angeschlossen war. Seit 1913 endete hier die Greifenberger Kleinbahn, die seit 2000 aufgrund einer nicht mehr befahrbaren Rega-Überquerung nur bis Pogorzelica (Fischerkaten) fährt.

## Städtepartnerschaften
- Grevesmühlen, Deutschland
- Großräschen, Deutschland
- Wandlitz, Deutschland
- Istebna, Polen
- Sjöbo, Schweden

## Persönlichkeiten

### Söhne und Töchter der Stadt
- Michael Grass der Ältere (1541–1595), Jurist und Universitätsrektor
- Henning Parcham (1552–1602), deutscher Kaufmann und Lübecker Ratsherr, Stifter
- Johann Bütow (um 1565 – nach 1626), deutscher Theologe und Dichter
- Jürgen Pavels (1568–1645), deutscher Kaufmann und Lübecker Ratsherr
- Valentin von Winther (1578–1623), deutscher Annalist, Rat am Hofe des Herzogs Philipp II. von Pommern
- Friedrich I. Wilhelm Karl von Württemberg (1754–1816), späterer König Friedrich I. von Württemberg
- Friedrich Philipp Eisenberg (1755–1804), Stadtpräsident und Polizeidirektor in Berlin
- Ludwig von Württemberg (1756–1817), württembergischer Prinz, General der Kavallerie
- Ferdinand Friedrich August von Württemberg (1763–1834), deutscher Offizier in österreichischen Diensten
- Friederike von Württemberg (1765–1785), württembergische Prinzessin, Gemahlin von Peter Friedrich Ludwig von Holstein-Gottorp
- Elisabeth von Württemberg (1767–1790), württembergische Prinzessin, Gemahlin des späteren Kaisers Franz II.
- Joachim Gottfried Wilhelm Scheerer (1772–1826), deutscher Schriftsteller
- Ludwig von Wurmb (1788–1855), preußischer Generalmajor und Kommandeur der 2. Kavallerie-Brigade
- Heinrich von Reitzenstein (1796–1865), preußischer General der Infanterie und Vizegouverneur der Bundesfestung Mainz
- Gustav Adolph Linke (1798–1867), preußischer Baubeamter und Hochschullehrer
- Ludwig Friedrich Kämtz (1801–1867), deutscher Physiker und Meteorologe
- Ludwig Granier (1808–1857), deutscher Richter und Politiker
- Johann Gustav Droysen (1808–1884), deutscher Historiker, Begründer der preußisch-kleindeutschen Geschichtsschreibung
- Friedrich Carl Wilhelm Bütow (1813–?), deutscher Orgelbauer
- Ferdinand von Arnim (1814–1866), deutscher Architekt und Aquarellmaler
- Peter Friedrich Arndt (1817–1866), deutscher Mathematiker, Privatdozent an der Universität Berlin
- August Zillmer (1831–1893), deutscher Versicherungsmathematiker, Namensgeber der Zillmerung
- Oskar von Lettow-Vorbeck (1839–1904), preußischer Generalmajor und Militärschriftsteller
- Hedwig Wiese (1845–1936), deutsche Schauspielerin
- Hans Euen (1857–1912), deutscher Gutsbesitzer und Mitglied des Deutschen Reichstags
- Günther von Krosigk (1860–1938), deutscher Admiral
- Justus Baltzer (1863–nach 1935), deutscher Pädagoge, Direktor der Höheren Mädchenschule und Lyceum der Franckeschen Stiftungen
- Siegfried Sudhaus (1863–1914), deutscher klassischer Philologe und Papyrologe
- Paul Kalmus (1864–1940), deutscher evangelischer Theologe, Generalsuperintendent des Ostsprengels der Kirchenprovinz Pommern
- Ulrich Hildebrandt (1870–1940), deutscher Kirchenmusiker
- Kurt Matull (1872–?), deutscher Schriftsteller, Journalist, Regisseur und Drehbuchautor
- August Horneffer (1875–1955), deutscher Philologe und aktiver Freimaurer
- Ivo von Bothmer (1881–1940), deutscher Rittergutsbesitzer und Politiker (DNVP)
- Hans Lorenz von Versen (1881–1931), preußischer Landrat in den Kreisen Löbau und Rosenberg
- Erich Keup (1885–1973), deutscher Wirtschaftsfachmann
- Erwin Lauschner (1911–1996), deutscher Sanitätsoffizier und Flugmediziner
- Hans Laabs (1915–2004), deutscher Maler
- Horst Bien (1920–1993), deutscher Literaturwissenschaftler und Übersetzer, Professor in Greifswald
- Hans Hermann Rosenhagen (1901–?), deutscher Politiker (NSDAP)
- Herbert Daniel (1926–2019), deutscher Experimentalphysiker
- Johanna Penski (1927–2020), deutsche Schauspielerin
- Klaus Stephan (1927–2002), deutscher Fernsehjournalist und Moderator
- Rolf Vollmann (* 1934), deutscher Autor und Literaturkritiker
- Michael Behnen (1938–2022), deutscher Historiker
- Gerd Reinke (* 1941), deutscher Kontrabassspieler und -lehrer
- Heinrich Matzat (* 1945), deutscher Mathematiker
- Konstanty Oświęcimski (* 1964), polnischer Politiker

### Persönlichkeiten, die am Ort gewirkt haben
- Andreas Knöpken (um 1468–1539), Reformator, nach dem Studium Bugenhagens Gehilfe und 1521 dessen Nachfolger
- Elisabeth Cruciger (um 1500–1535), Nonne im Kloster Treptow, floh zu Bugenhagen
- Johannes Bugenhagen (1485–1558), Reformator, war von 1505 bis 1521 Rektor der Stadtschule von Treptow
- Johannes Aepinus (1499–1553), Reformator, Schüler Bugenhagens in Treptow
- Daniel Gottlob Thebesius (1707–1757), Kreisphysikus, Bürgermeister von Treptow
- Erich Haupt (1841–1910), Gymnasiallehrer in Treptow
- Ernst Janke (1873–1943), Bürgermeister

## Gmina Trzebiatów

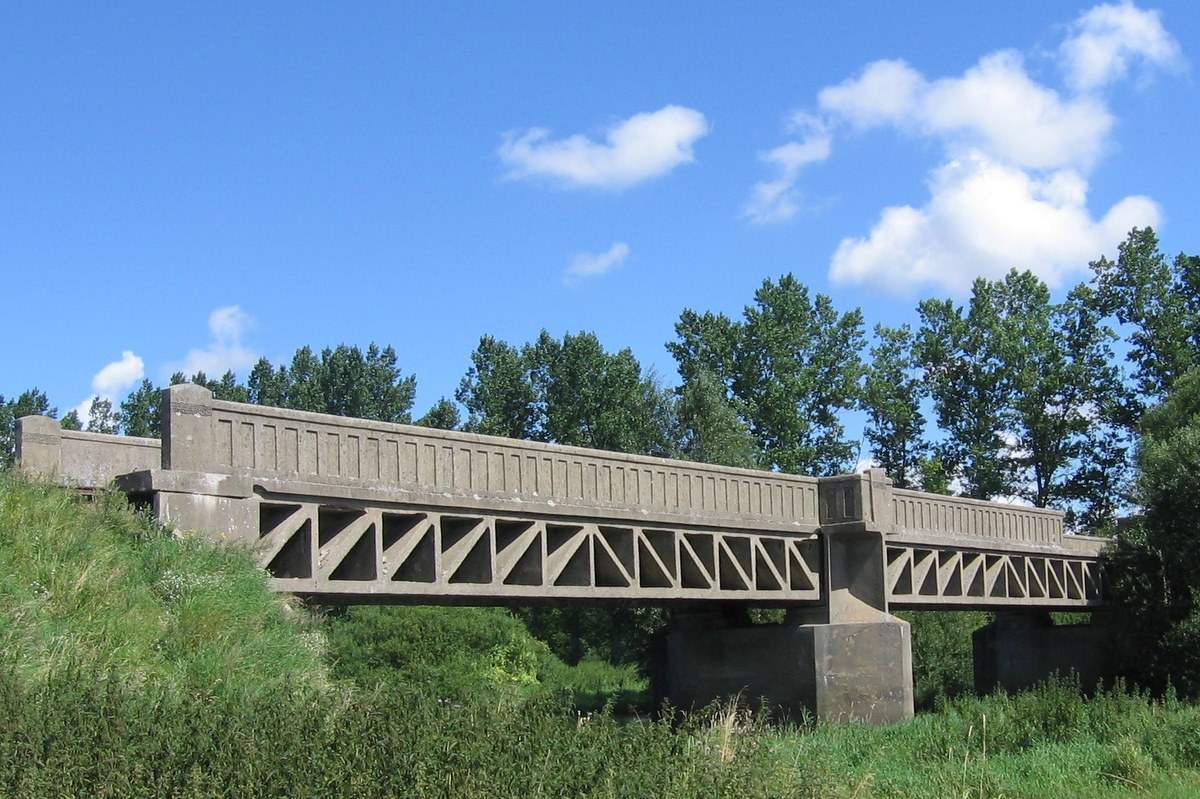
Eisenbahnbrücke über die Rega bei Nowielice

Die Stadt- und Landgemeinde Trzebiatów zählt auf einer Fläche von 225 km² rund 16.000 Einwohner. Sie gliedert sich neben dem gleichnamigen Hauptort in 21 Gemeindeteile:
- Bieczyno (Hagenow)
- Chomętowo (Gumtow)
- Gąbin (Gummin)
- Gołańcz Pomorska (Glansee)
- Gołańcz Pomorska II
- Gorzysław (Arnsberg)
- Gosław (Gützlaffshagen)
- Jaromin
- Kłodkowo (Klätkow)
- Lewice (Lewetzow)
- Mirosławice (Gumminshof)
- Mrzeżyno (Deep)
- Nowielice (Neuhof)
- Roby (Robe)
- Rogozina (Mittelhagen)
- Sadlno (Zedlin)
- Siemidarżno (Zimdarse)
- Trzebusz (Triebs)
- Trzebusz Osiedle
- Wlewo (Wefelow)
- Włodarka (Voigtshagen)

Im Gemeindegebiet liegen ferner die Wüstungen Kępa (Kamp) und Wyszkowo (Wischower Kirche) sowie das Dorf Rogowo am Kamper See.